# Baballi, Bhadravati
Baballi là một làng thuộc tehsil Bhadravati, huyện Shimoga, bang Karnataka, Ấn Độ.